# Obchodní dům Textilia – Ostravica
Obchodní dům Textilia – Ostravica je památkově chráněný objekt postavený v letech 1928–1929 podle projektu architektky Marie Frommerové. Stojí v Ostravě (28. října č.p. 243/56) a je propojen se sousední, památkově nechráněnou budovou.

## Budova A
První budovu představuje objekt, který byl realizován v letech 1911–1912 podle plánů významného ostravského architekta Felixe Neumanna. Jedná se o trojkřídlou stavbu ve tvaru písmene „U“, která byla prvotně komponována jako bankovní / bytový dům s obchodním parterem a s bohatě zdobenou historickou fasádou.
Samotný objekt střídal v minulosti nejrůznější majitele a společně s nimi i funkce. Každá taková změna obnášela zásahy do vnitřního stěnového systému, který se v čase spíše vytrácel a jehož postupná redukce předznamenávala pozdější statické potíže. Zásadně lze vnímat roky 1933–1934, kdy byl projekt prodán firmě Textilia, a.s. V tomto čase došlo na další nemalé adaptační plány. Společně s nimi byly v parteru implementovány průběžné výkladce, které spojily stavbu se sousední budovou obchodního domu Ostravica.
V roce 1944 byl dům poškozen při bombardování města americkými letouny, o dva roky později byla vyjednána výjimka o jeho zboření. Dočasné prodloužení existence se záhy ukázalo jako trvalé. V letech 1952–1954 byla opravena fasáda, v roce 1992 byl dům zprivatizován.
Zásadní úder schytala stavba v roce 2000, kdy se během nepovolené rekonstrukce horních pater zřítily stropy v severozápadním nároží. Tato neblahá skutečnost (bez tragických následků na lidských životech) odstartovala rychle postupující „odumírání“ stavební tkáně. V roce 2003 byl obchodní dům definitivně uzavřen jako celek.
Dvě desítky let byla dotčená stavby zdobena improvizovaným dřevěným podloubím, zazděnými výkladci a postupně degradující fasádou / střešním krovem. Přesto všechno – v závěru této opticky nelichotivé etapy se začalo blýskat na lepší časy. V roce 2015 se na scéně objevil nový majitel a společně s ním získala stavba i několik dávek posilující výživy. Uvnitř objektu se začaly zesilovat jednotlivé konstrukce, na mnoha místech došlo na kompletní obměnu celých stropních desek / průvlaků.
V průběhu rekonstrukce objektu A došlo ke zjištění pokročilého napadení dřevomorkou. Toto zjištění mělo za následek návrat k původnímu návrhu studia MASTER DESIGN s prosklenými nástavbami a definitivní opuštění fasády s kovovými lamelami. Ze stavby byla odstraněna masivní mansardová střecha, která vykazovala nedostatky po stránce statické, fyzické i funkční. Jako „náhrada“ byla zvolena dřevěná nadstavba – komponovaná ve dvou výškových úrovních a tvarově připomínající původní tvar dřevěné střechy.
Objekt Felixe Neumanna disponoval plasticky strukturovanou fasádou, rytmicky segmentovanou a vertikálně profilovanou. Součástí tohoto plátna byly rovněž plastické ozdobné prvky – umístěné jak mezi jednotlivými okny, tak na střešních římsách a v ploše centrálního štítu / tympanonu. Takto zdobená fasáda byla postupně ničena a degradována, což vyvrcholilo komunistickou očistou v druhé polovině minulého století. Výsledek v podobě rovných stěn a „školních oken“ byl sice dramatický, avšak byl mnohem pravdivější než zoufalé pokusy o návrat dekoru v devadesátých letech. Tehdy byla plastická výzdoba ztrivializována na primitivní soustavu strohých kostiček.
Nová Ostravica přejímá to nejhodnotnější ze dní (ne)dávno minulých a zřetelně rozděluje stavbu na část „historickou“ a část „novodobou“. Onou hranicí se stává zcela logicky hlavní střešní římsa a první čtyři nadzemní podlaží fungují na principu prověřených receptur autorských předků. Maximálně prosklený parter parafrázuje předešlé členění výkladců a eliminuje „podseknuté“ nárožní vstupy. Následující patra jsou prezentována v bílé omítce, přičemž je co nejvěrněji parafrázován historický dekor z období 60. až 70. let. Směrem do Benešova náměstí jsou dokonce obnovována historická okna, která byla posledním stavebním procesím zazděna.

## Budova B
Druhá řešená budova je v rámci dotčeného městského bloku služebně nejmladší. Byla realizována na parcele po bývalé neorenesanční stavbě, a to o necelých dvacet let později než přilehlý nájemní dům od Felixe Neumanna. Příspěvek avantgardní berlínské architektky Marie Frommerové byl postaven v letech 1928–1929 a byl předán do užívání v roce 1930. Stavba byla řešena jako ocelový skelet s lehkým výplňovým zdivem, a proto byla její výstavba relativně rychlá a bezkolizní.
Obchodní dům postavený ve stylu "funkcionalistického" Art Deco se stál záhy po svém otevření lokálním fenoménem. Moderně se jevící objekt nabízel ve svém nitru nejenom běžně nedostupné zboží (v žádoucí kvalitě a s doprovodným servisem), ale také unikátně profilovaný interiér – specificky propojený organickými galeriemi a dvouramenným dřevěným schodištěm. Navzdory tomu, že byla stavba strukturována do pěti nadzemních a jednoho podzemního podlaží, záhy se ukázalo, že jsou její prodejní plochy nedostatečné. V roce 1934 byl tedy obchodní dům propojen s dříve nájemním objektem Ignace Schmelze (objekt A, autor Felix Neumann) a došlo tak na spřažení, které přetrvává až do dnešních dní.
Od té doby byly osudy obou staveb velmi podobné, ne-li identické. V roce 1944 byla stavba obchodního domu zasažena při bombardování města, a to poměrně vydatně, neboť se zde "propadly" stropy v rozsahu čtvrtého a pátého nadzemního podlaží. Budovu se však podařilo zachránit a relativně brzy zprovoznit – navzdory rozhodnutím o demolici a přiděleným výjimkám o "dočasné existenci".
Mezi lety 1956–1958 získala stavba nový interiér zásluhou architekta Lubomíra Šlapety. Výsledky jeho práce se rozprostřely v obou řešených budovách, přičemž se jimi navázalo na meziválečný styl obchodních domů. V roce 2000 byl celý městský blok odkoupen novým majitelem a nelegálně probíhající rekonstrukce ve vedlejší budově způsobila postupný konec jednoho příběhu. O tři roky později byly všechny objekty někdejšího obchodního domu definitivně uzavřeny.
Nastalo období chatrné konzervace a neodvratné fyzické degradace, která se projevovala jak navenek (padající omítkou, náletovou zelení), tak uvnitř. Zatékající voda způsobila během krátkého času nezvratné poškození památkově chráněných galerií. Ostravici – Textilii nezachránil v této souvislosti ani nový vlastník, usilující o výstavbu velkého obchodního centra (společnost Amadeus Real).
V roce 2008 byla stavba Marie Frommerové prohlášena za kulturní památku. Nedlouho poté zesílil tlak majitele na nezbytnou demolici.
V roce 2014 získaly objekty bývalé Textilie nového majitele a úvahy o odstranění byly vystřídány záchranářskými vizemi. Což dokumentovaly nejen bezprostředně probíhající sanační a zabezpečovací práce, ale také následující veřejné meetingy, workshopy a všeobecně transparentní iniciace.
Objekt Marie Frommerové je od roku 2008 veden jako památkově chráněná budova, u níž jsou jasně nastavené limity z pohledu přípustných stavebních úprav. Aktuální podoba domu se spokojila převážně s renovací předchozího stavu. Cílem nebyl návrat do roku 1930. V té době měla stavba poněkud odlišnou povahu, neboť nedisponovala průběžným výkladcem v parteru. Parametricky komponovaná fasáda byla členěná vertikálními pilastry na celou výšku a vnější plášť byl obložen do mramoru.
Současné ingerence navazují na zákroky, které se udály v době, kdy byly oba řešené objekty funkčně propojeny (Neumann + Frommerová). Nepopírají tedy smysl průběžné výlohy v přízemí, jejíž hlavní předností je transparentnost a průchodnost. V tomto ohledu se povaha "výkladce s figurínou" proměňuje ve velké prosklené okno, které podněcuje pozornost průchozího pěšáka a vábí jej dovnitř. Výlohy ztrácí plná záda a odhalují bezprostředně (i vzdáleně) navazující interiér. Dochází k obnově historického vstupu (v místě, kde se fasáda mírně zalamuje). Samotná stříška nad parterem je obnovována v předchozích geometrických proporcích. Obklad stříšky tvoří velkoformátové hliníkové panely Alucobond.
Nadzemní podlaží přinášejí pouze "materiálovou" reformu, nikoliv obsahovou a už vůbec ne geometrickou. V rámci fasádní renovace jsou obnoveny okenní výplně v původním členění.
Segmenty mezi okny jsou řešeny v keramickém obkladu. Výsledný stav je udáván kombinací původních a nových kachliček.
V rámci rekonstrukce bylo třeba doplnit a vyměnit jednu třetinu celkové plochy obkladu. Navázat přitom na patinu prvků, které zdobily fasádu více než sedmdesát let, nebylo jednoduché. Firma VUK z Plzně vyrobila v průběhu tří měsíců několik desítek zkušebních vzorků. Ty se lišily probarvením, zrnitostí a mírou povrchové lesku. Výsledný výběr probíhal v koordinaci se zástupci státní památkové péče.
V úrovni třetího nadzemního podlaží se poštěstilo prosadit instalaci vysokých oblých skel – přímo na hraně chráněné galerie. Tyto stěny nevznikly nahodile, ale naopak – navázaly na ideu nízkých skleněných vitrínek od architekta Lubomíra Šlapety z 60. let. Aby byl výsledný dojem maximálně nerušivý, byla pro tento manévr zvolena maximálně čirá skla, instalovaná do neviditelného (zapuštěného) rámu v rámci stropní konstrukce z SDK. Subtilní průhledná stěna zajistila zmíněnému podlaží potřebnou hlukovou separaci vůči přízemí a navazujícímu patru, aniž by byl poskvrněn charakter centrální galerie.
Konstrukce světlíku představovala nejvíce diskutabilní bod původního návrhu Marie Frommerové. Už jen z toho důvodu, že byla poněkud nevhodně umístěna na rozhraní posledního a předposledního nadzemního podlaží. Ne náhodou tak zajišťovala notoricky problémové místo – ať už v rámci žádoucího odtoku vody nebo z podstaty praktické údržby. A aby toho nebylo málo, původní konstrukce vytvářela v organismu domu určitou tvarovou anomálii, neboť nenavazovala na geometrickou povahu nižších podlaží. Základní kostra světlíku byla vynášena tělesem ve tvaru nepravidelného osmiúhelníku (oktagonu) a byla umístěna v kompozičním středu vnitřní galerie.
Samotný světlík je tedy umístěn o jedno podlaží výše – v úrovni samotné střechy. Tímto jednoduchým a typologicky správným manévrem odpadává většina předchozích potíží. Ze stavby mizí "zaplechovaný" dvůr, do kterého prší, sněží a padá navátý nepořádek. Vzniká zde jednoduchá prosklená střecha. Taková, která prosvětluje dramaticky tvarovaný interiér. Taková, která nepřestává fungovat při prvním sněhu. Taková, která odvádí dešťovou vodu do vnějších střešních vtoků, nikoliv dovnitř.
Návrat znovuoživeného světlíku zkvalitňuje nejen technický chod stavby, ale i samotný interiér. To, co dříve nedávalo vizuálně smysl, je rázem vědomé a chtěné.
Přechod mezi organicky tvarovanými galeriemi a osmiúhelníkovým "dvorem" obstarává ochoz v úrovni 4. nadzemního podlaží. Jedná se o novou konstrukci, která vychází z původního tvarového výřezu podlahové (stropní) konstrukce. Tento otvor je rovnoměrně zmenšen po celém obvodu, čímž je naopak rozšířen samotný ochoz, který byl dříve výhradně kosmetický. Současná Ostravica tak získává něco doposud nevídaného. Umožňuje zakusit pohled do galerie z nové výškové úrovně a lépe tak pochopit koexistenci dvou tvarově odlišných světů.

## Historie

### Budova A –F. Neumann
- 1911 – vypracovány plány na stavbu obytného a obchodního domu (F. Neumann)
- 1911–1912 – realizace záměru (stavebník Alfred Schmelz a Helena Schwarzová)
- 1918–1920 – majitelem Všeobecná depozitní banka ve Vídni, později A. Wechsberg
- 1923–1924 – adaptační práce (změna dispozic, účelu jednotlivých funkcí...)
- 1928–1930 – nový majitel (Banka pro obchod a průmysl), zesílení strop. konstrukcí
- 1933–1934 – prodej objektu firmě Textilia, a. s., rozsáhlé adaptační plány
- 1934 – stavební dozor – špatný stav stropních konstrukcí nad přízemím
- 1944 – poškození domu při bombardování
- 1946 – jednání o zboření, výjimka k užívání v přechodné době (10 let)
- 1946 – na místě obj. 284 uvažováno moderní obchodní středisko
- 1952–1954 – oprava fasády
- 1992 – privatizace (v restituci navrácen dědičce Trudy Kordové)
- 1996 – oprava střechy a fasády
- 2000 – nepovolená rekonstrukce za plného provozu, zřícení stropů
- 2003 – definitivní uzavření obchodního domu
- 2007 – ministerstvo kultury zamítlo návrh na prohlášení za kulturní památku
- 2008–2019 – projekčně-soudní proces na ose Amádeus Real, a.s. – Město
- 2015–2013 – nový majitel, rozsáhlé sanační a udržovací práce
- 2019–2024 – architektonické a projekční práce architektonického studia MASTER DESIGN. Konkrétně ing.arch Martin Náhlovský a ing.arch Lukáš Richter

### Budova B – M. Frommerová
- 1928–1929 – výstavba obchodního domu podle plánů Marie Frommerové
- 1930 – slavnostní otevření obchodního domu (3. března)
- 1939 – emigrace majitele domu (Igo Wechsler), přechod domu do říšské správy
- 1944 – poškození stavby bombardováním Ostravy
- 1946 – jednání o zboření stavby
- 1956–1958 – nové interiéry, nový vstup – Ing. arch. Lubomír Šlapeta
- 1960 – probourání vstupu do objektu 241
- 1962 – postavena přízemní transfromovna
- 1965 – plány na generální opravu exteriéru a interiéru
- 1971 – realizace generální opravy (stavba toho času stále určená k demolici)
- 2000 – destruktivní přestavba, poškození interiéru, část. zřícení sousední budovy
- 2008 – zápis stavby do Ústředního seznamu kulturních památek
- 2008–2019 – projekčně-soudní proces na ose Amádeus Real, a.s. – Město
- 2015–2013 – nový majitel, rozsáhlé sanační a udržovací práce
- 2019–2024 – architektonické a projekční práce architektonického studia MASTER DESIGN. Konkrétně ing.arch Martin Náhlovský a ing.arch Lukáš Richter